# 魯昂戰役 (1418年－1419年)
魯昂戰役是指在1418年7月29日至1419年1月19日間，在諾曼第首府魯昂發生的一場戰役，這場戰役也是百年戰爭期間的一場關鍵戰役。魯昂當時是法蘭西王國主要城市之一，人口約有7萬人，因此攻克魯昂對於諾曼第戰役的進展至關重要。其中效忠亨利五世的英格蘭王國軍隊圍攻魯昂，並且不允許城市民眾離開包圍線。最終法蘭西王國軍隊宣布投降，英格蘭王國成功奪取魯昂的控制權。